# Гойдсхалксорд
Гойдсхалксорд (нід. Goidschalxoord, нід. вимова: [ˈɣoːtsxɑl(ə)ksoːrt]) — селище в нідерландській провінції Південна Голландія. Входить до муніципалітету Гуксе-Вард. Наразі у селищі нараховується близько 100 будинків.
Протягом 1817—1855 років мало статус окремого муніципалітету.